# Led Zeppelin IV
Det obetitlade fjärde studioalbumet av den brittiska rockgruppen Led Zeppelin, som vanligtvis kallas Led Zeppelin IV, gavs ut den 8 november 1971. Albumet spelades in mellan december 1970 och augusti 1971. Led Zeppelin IV är ett av de tio mest sålda albumen i världen.

## Bakgrund
Albumet har officiellt inget riktigt namn, men den riktiga titeln tros vara symboler. De fyra symbolerna är designade av var och en i gruppen och finns i skivans innerfodral och på skivetiketterna. Dock kallas albumet oftast Led Zeppelin IV, Four Symbols, Runes eller Zoso. Jimmy Page bestämde att skivomslaget varken skulle ha albumtitel eller gruppnamn skrivet på utsidan. Deras skivbolag Atlantic Records motsatte sig starkt detta, liksom Pages pressagent som menade att det var "professionellt självmord" att inte ha en albumtitel. Albumomslaget visar en oljemålning som Robert Plant köpte i en antikaffär i staden Reading i England och sedan hängde upp på ett halvt rivet hus med ny bebyggelse i bakgrunden inför fotot till omslaget.
Albumet räknas inte bara som en av höjdpunkterna i Led Zeppelins karriär utan som soundet på hårdrock  från den tiden. Albumet innehåller bland annat en av bandets mest kända sånger, balladen "Stairway to Heaven" som aldrig släpptes som singel, "standardrockaren" "Rock and Roll", "Four Sticks", där John Bonham använde två trumstockar på varje hand, vilket fick det att låta som att två slagverkare slår på trummorna, vilket också gav låten dess namn, och den mystiska "The Battle of Evermore". Avslutar albumet gör den långa, tunga apokalyptiska "When the Levee Breaks". Låtarna på Led Zeppelin IV har förutom hårdrocken inslag av blues och folkrock.
Många var i spänd förväntan när Led Zeppelin skulle släppa sitt fjärde album. Det andra var hårdrock, det tredje var betydligt lugnare. Det visade sig att det fjärde var en blandning av dessa. Tuffa och hårda låtar blandades med vackra ballader, där "Stairway to Heaven" var den största framgången. Skivan spelades in i ett hus på landet kallat Headley Grange. Detta efter ett förslag från Fleetwood Mac som också använt huset som inspelningsplats.
Skivan blev rankad som #66 på tidningen Rolling Stones lista The 500 Greatest Albums of All Time. I en uppdaterad version rankades den på plats 58. Liksom Led Zeppelin II är den med i Robert Dimerys bok 1001 Albums You Must Hear Before You Die.

## Låtlista
| 1. | Black Dog              | Page, Plant, Jones         | 4:54 |
| 2. | Rock and Roll          | Page, Plant, Jones, Bonham | 3:40 |
| 3. | The Battle of Evermore | Page, Plant                | 5:51 |
| 4. | Stairway to Heaven     | Page, Plant                | 8:00 |

| 5. | Misty Mountain Hop    | 4:38 |
| 6. | Four Sticks           | 4:44 |
| 7. | Going to California   | 3:31 |
| 8. | When the Levee Breaks | 7:07 |

## Medverkande
- Jimmy Page – akustisk gitarr, elektrisk gitarr, producent
- Robert Plant – sång, munspel
- John Paul Jones – synthesizer, bas, mandolin, keyboard
- John Bonham – trummor, slagverk
- Ian Stewart – piano på spår 2
- Sandy Denny – sång på spår 3

## Listplaceringar
| Lista (1971-1972) | Position            |
| ----------------- | ------------------- |
| Australien        | 2 (Go Set)          |
| Danmark           | 2                   |
| Finland           | 3                   |
| Frankrike         | 2                   |
| Kanada            | 1 (RPM)             |
| Nederländerna     | 7                   |
| Norge             | 3 (VG-lista)        |
| Storbritannien    | 1 (UK Albums Chart) |
| Sverige           | 2 (Kvällstoppen)    |
| USA               | 2 (Billboard 200)   |
| Västtyskland      | 5                   |